# Roodkeelaratinga
De roodkeelaratinga (Psittacara holochlorus rubritorquis; synoniem: Aratinga rubritorquis) is een vogel uit de familie Psittacidae (papegaaien van Afrika en de Nieuwe Wereld). De vogel staat op de IOC World Bird List als ondersoort van de groene aratinga.

## Verspreiding en leefgebied
Deze soort komt voor in zuidelijk Guatemala, Honduras en noordelijk Nicaragua.

## Status
De grootte van de populatie is niet gekwantificeerd maar de soort wordt omschreven als vrij algemeen. Op de Rode lijst van de IUCN heeft deze soort de status niet bedreigd.